# 3 أرينا
3 أرينا (بالإنجليزية: 3Arena)‏ في الأصل (بالإنجليزية: The O2)‏ هو مدرج داخلي يقع في نورث وول كواي في دبلن دوكلاندز في دبلن، أيرلندا.